# Objektträger

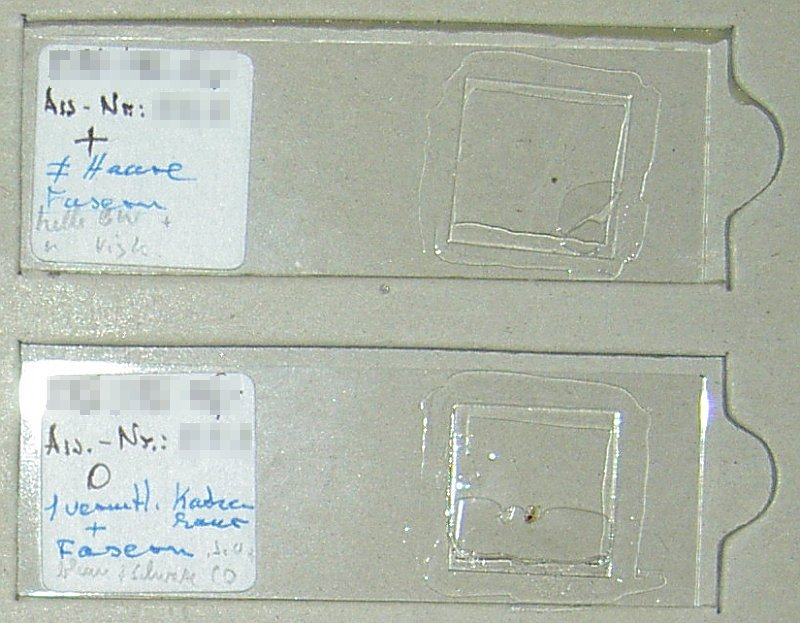
Lichtmikroskopische Präparate mit Objektträger und Deckglas.

Gängige Abmessungen von Objektträgern (mm).

Ein Objektträger ist ein Träger, auf dem kleine Gegenstände (Objekte)  mikroskopisch betrachtet werden.
Objektträger für die Lichtmikroskopie bestehen heute meistens aus einer Glasplatte (auch Tragglas) der Größe 76 × 26 mm (DIN ISO 8037-1). Diese Größe wurde früher auch als „englisches Format“ bezeichnet, im Gegensatz zum „Gießener Format“ mit der Größe 48 × 28 mm. Die Objektträgerdicke beträgt 1–1,5 mm. Man unterscheidet Objektträger mit geschnittenen und geschliffenen Kanten. Bei letzteren ist die Schnittgefahr bei der Handhabung geringer. Auch werden Objektträger mit und ohne Mattrand angeboten. Dieser kann entweder durch Ätzen des Glases oder durch Bedrucken erzeugt werden und dient der einfacheren Beschriftung des Objektträgers.
Manche Objektträger sind auch beschichtet, was eine bessere Adhäsion der Objekte (z. B. Zellen oder Gewebe) auf dem Glas bewirkt. Diagnostik-Objektträger sind außen mit einer farbigen hydrophoben Maske aus Teflon oder Epoxyd bedruckt, die ein Wegfließen des Tropfens aus dem Gesichtsfeld verhindert.
Einfache Objektträger bestehen meist aus  Kalk-Natron-Glas mit einem Brechungsindex von ne = 1,53 ± 0,02 bei λe = 546,07 nm (grüne Hg-Linie). Für die Fluoreszenzmikroskopie wird aber auch reinweißes Glas verwendet, das selbst keine Fluoreszenz besitzt.
Es gibt spezielle Objektträger, die eine oder mehrere runde Vertiefungen besitzen und so die Untersuchung von Flüssigkeiten erleichtern. Außerdem gibt es Objektträger mit aufgesetzten Kammern für Zellkulturuntersuchungen. Des Weiteren gibt es auch Ausführungen, die einen Zählkamm besitzen, mit dem man Häufigkeitszählungen vornehmen kann.
Für die Kalibrierung von Längen unter dem Lichtmikroskop werden Objektträger-Mikrometer angeboten, bei denen eine kalibrierte Skala aufgebracht ist.

## Normen
- DIN ISO 8037-1: Optik und optische Instrumente – Mikroskope; Objektträger – Teil 1: Maße, optische Eigenschaften und Kennzeichnung
- ISO 8037-2: Optik und optische Instrumente – Mikroskope – Objektträger – Teil 2: Werkstoff- und Oberflächengüte, Verpackungsart